# Großhöfchen
Großhöfchen, auch Groß Höfchen, ist eine Hofschaft in der bergischen Großstadt Wuppertal. 

## Lage und Beschreibung
Die Hofschaft liegt im Nordwesten der Stadt auf 178 m ü. NHN im Tal des Eigenbachs im Norden des Wohnquartiers Eckbusch des Stadtbezirks Uellendahl-Katernberg unmittelbar an der Stadtgrenze zu Wülfrath. Am Ort vorbei verläuft die Bahnstrecke Wuppertal-Vohwinkel–Essen-Überruhr und die Bundesautobahn 535.
Benachbarte Wohnplätze und Ortschaften sind Schloss Aprath, Schmalterplatz, Obenaprath, Neuenhaus, Koxhof, Wüstenhof, Schmalt, Kleinhöfchen, Kohleiche, Hixter, Rosenland, Fredenhof, Jungholz, Wildenbruch und Zum Kothen. Das ebenfalls benachbarte Steinbergsspliß ist abgegangen.

## Geschichte
Auf der Topographia Ducatus Montani des Erich Philipp Ploennies aus dem Jahre 1715 ist der Hof als Im höfg eingezeichnet. Auf der Topographischen Aufnahme der Rheinlande von 1824 ist er als Höfgen und auf der Preußischen Uraufnahme von 1843 als gr.Höfchen eingezeichnet. Auf Messtischblättern trägt der Ort im Laufe des 20. Jahrhunderts ebenfalls den Namen Groß Höfchen.
Im 19. Jahrhundert gehörte Großhöfchen zu der Honschaft Oberdüssel der Bürgermeisterei Wülfrath. Damit gehörte es von 1816 bis 1861 zum Kreis Elberfeld und ab 1861 zum alten Kreis Mettmann. 
1888 lebten in Großhöfchen 15 Einwohner in einem Wohnhaus. Der Ort wird dort Groß Höfchen genannt.
Mit der Kommunalreform von 1929 wurde der östliche Teil der Gemarkung Oberdüssel um Großhöfchen von Wülfrath abgespalten und in die neu gegründete Stadt Wuppertal eingemeindet.